# Frasera albicaulis
Frasera albicaulis là một loài thực vật có hoa trong họ Long đởm. Loài này được Griseb. mô tả khoa học đầu tiên năm 1838.